# Дзеттай рьойкі

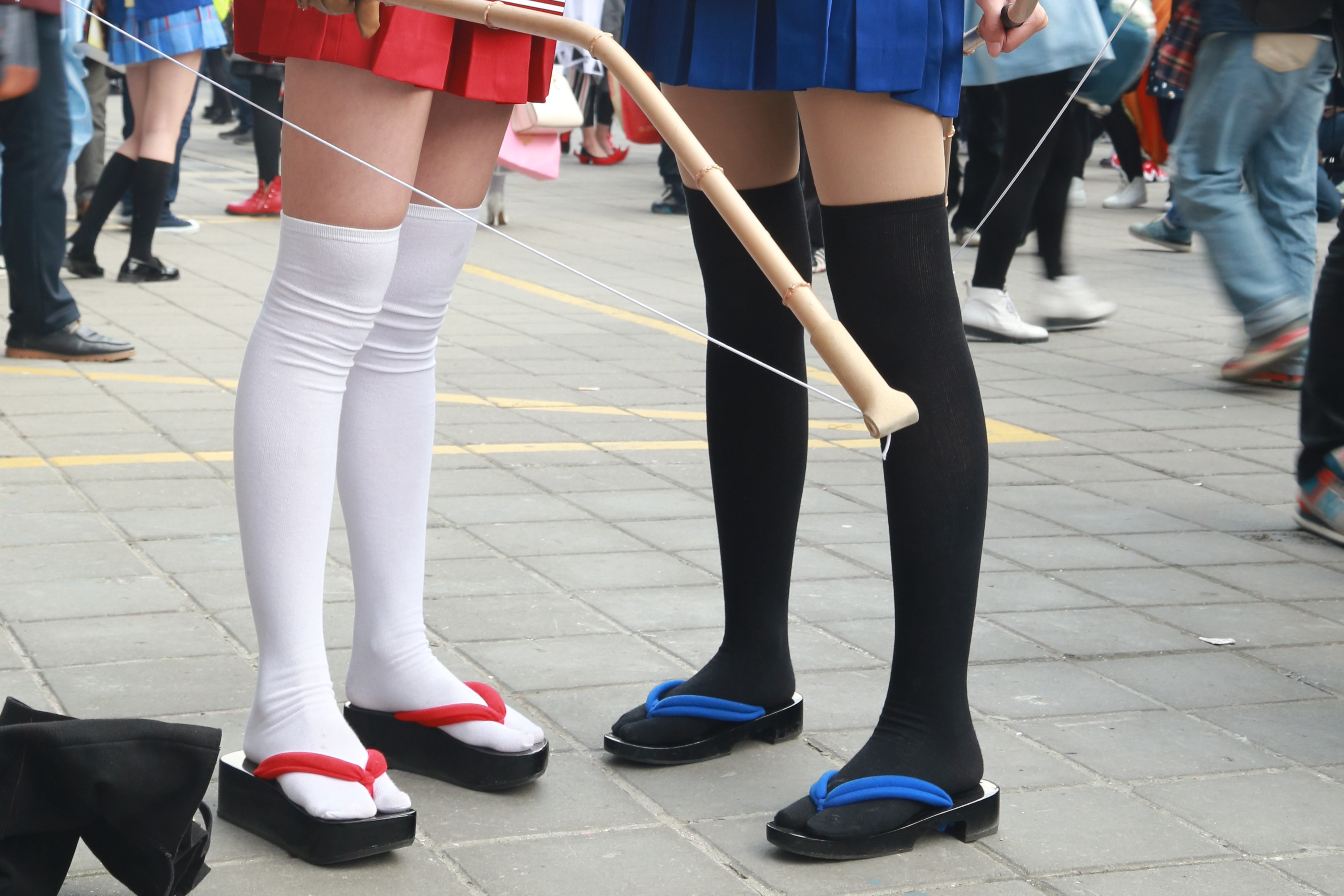
Дзеттай рьойкі (2014)

Дзеттай рьойкі (яп. 絶対領域, латиніз.: zettai ryōiki, досл. «абсолютна область», «абсолютна ділянка») — уживаний у Японії термін щодо ділянки неприкритого тіла між панчохами (рудзу соккусу) та мініспідницею (або шортами). Може також уживатися щодо такого стилю одягу. Первісно поширений у жаргоні отаку на означення одної зі складових мое в аніме та манґа, зараз уживається у широкому мовленні.
Оптимальне співвідношення довжини мініспідниці, відкритої ділянки стегон, та надколінної частини панчіх дорівнює 4:1:2. Знавці дзеттай рьойкі виділяють кілька її типів, залежно від висоти панчіх та довжини спідниці: від «типу А» (коротка спідниця, високі панчохи) до «типу Е» (довга спідниця, надто відкриті ноги).
Поєднання мініспідниці з панчохами вельми популярне у Японії. У 2013 році одна з японських рекламних компаній запропонувала жінкам носити тимчасові рекламні татуювання на цій ділянці. У лютому 2014 року у Токіо відкрився магазин «Дзеттай рьойкі», що спеціалізується на довгих панчохах та колготках.